# Moral Education League
De Moral Instruction League (MIL) was een lobbygroep die van 1887 tot 1919 campagne voerde voor niet-theologische morele instructielessen op Engelse scholen.
De liga betwijfelde of burgerschap op christelijke fundamenten moest rusten. In Groot-Brittannië woonden veel burgers die niet-christelijk waren.  Als alternatief voor de christelijke fundering zou er een meer rechtvaardige, eerlijke en waarachtige democratische fundering van 'Britse' waarden nodig zijn. De 'niet-theologische' morele lessen dienden ervoor te zorgen dat leerlingen de kennis, waarden en gedragingen zouden verwerven die zij als toekomstige Britse burgers nodig zouden hebben. Het doel van de morele instructie is om het karakter van het kind te vormen. Het moest leerlingen het gevoel bijbrengen dat het morele ideaal evenzeer van toepassing was op gevoelens en gedachten als op uiterlijk gedrag.
Tot de oprichters van de liga hoorde de Londense onderwijsinspecteur F.H. Hayward (1872-1954), auteur van een dertigtal boeken en pamfletten.
Een ander vooraanstaand MIL-lid was de humanist F.J. Gould (1855-1938).
Gould was van 1919 tot 1927 secretaris voor het International Moral Education Congress. 
De MIL slaagde er uiteindelijk niet in om secularisten en christenen te verenigen achter haar ideeën over onderwijs op basis van een universele, menselijke, burgerlijke moraliteit. 
Na de Eerste Wereldoorlog werd de naam van de liga gewijzigd in de Civis and Moral Education League. Een jaar later verdween ook het woord Moral uit de naam.